# Diradops jesusandresi
Diradops jesusandresi là một loài tò vò trong họ Ichneumonidae.